# Альпаго
Альпаго (італ. Alpago, вен. Alpago) — муніципалітет в Італії, у регіоні Венето, провінція Беллуно. Муніципалітет утворено 23 лютого 2016 року шляхом об'єднання муніципалітетів Фарра-д'Альпаго, П'єве-д'Альпаго та Пуос-д'Альпаго.
Альпаго розташована на відстані близько 470 км на північ від Рима, 80 км на північ від Венеції, 12 км на схід від Беллуно.
Населення — 6994 особи (2015).
Щорічний фестиваль відбувається 3 травня. Покровитель — Филип.

## Демографія
Населення за роками:

Станом на 1 січня 2023 року в муніципалітеті офіційно проживали 523 іноземці з 50 країн, серед них 145 громадян країн Євросоюзу та 45 громадян України.

## Сусідні муніципалітети
- Беллуно
- Фрегона
- Понте-нелле-Альпі
- Тамбре
- Вітторіо-Венето
- К'єс-д'Альпаго
- Клаут
- Ерто-е-Кассо
- Соверцене